# Metlika
Metlíka (izgovarjava [mɛˈtliːka] (); nemško Möttling) je obmejno mesto v severovzhodnem delu Bele krajine, sedež istoimenske občine. 

## Lokacija in opis
Mestno naselje se je razvilo na stiku ravnine ob reki Kolpi z gričevjem, ki se proti severu zlagoma dviga proti Gorjancem, na križišču cest, ki potekajo proti Novemu mestu, Črnomlju in Karlovcu. V mestu je kraški izvir potoka Obrha, ki se pri Rosalnicah izliva v Kolpo, južno od njega pa navadno suha struga potoka Sušice. 

## Zgodovina
Ozemlje na robu Bele krajine, kjer stoji današnja Metlika, je bilo poseljeno že v prazgodovini in antiki, o čemer pričajo arheološke najdbe. Do leta 1200, ko je Kolpa postala mejna reka Kranjske, je območje spadalo pod Hrvaško. Srednjeveško naselje z imenom Novi trg je nastalo pri današnjih Rosalnicah in se prvič omenja leta 1300. To je mestne pravice dobilo že pred letom 1335 od goriško-tirolskega grofa Henrika II., vendar listina o podelitvi mestnih pravic ni ohranjena. Leta 1365 je mestne pravice naselju ponovno potrdil goriško-tirolski grof Albert IV., med njimi so bile zlasti pomembne pravica do mestne samouprave, do obzidja, do sejmov. Pozneje so habsburški vladarji Metličanom te pravice samo še potrjevali, vse do 19. stoletja. Metlika je še skoraj dvesto let obdržala sedež marke (krajine) in s tem poseben status. Leta 1408 so naselje prvič napadli Turki, njihovi vpadi pa se se kasneje še pogosto ponavljali. Zaradi lažje obrambe so se prebivalci preselili na območje današnjega mestnega jedra, kjer so zgradili grad, v pisnih virih prvič omenjen leta 1456. Staro središče Metlike se je tako izoblikovalo na pomolu med Obrhom in nekdanjo strugo potoka Bojnice, ob vznožju hriba Veselice (233 m.n.m.), kjer je bila komenda, zgrajena v začetku 14. stoletja, saj je leta 1268 cerkveno organizacijo v Beli krajini dobil Nemški viteški red. V gradu je bil sedež glavarja Metlike in Vojne krajine.

Do ustanovitve Karlovca (1579) je bila Metlika ena glavnih obrambnih trdnjav Kranjske in Vojne krajine pred osmanskimi Turki, zatem pa je izgubila vso pomembnost za oskrbovanje Vojne krajine, skupaj s sosednjim Črnomljem. Tako sta obe mesti imeli povsem drugotno vlogo, ki je skupaj z zamrtjem trgovine, protireformacijo in siceršnjimi nesrečami povzročila njun zaton. Vse do sredine 19. stoletja sta bili mesti brez večje pomembnosti na južni meji dežele Kranjske.
V 16. stoletju, z nastopom protestantizma, so v mestu odprli tudi prvo šolo. V tem času je bila Metlika tudi območje za prosti pretok knjig. Koncem 17. stoletja je Metliko prizadel še močan potres, leta 1705 pa je mesto v celoti pogorelo.
Pomen Metlike se je povečal v času francoskih Ilirskih provinc. Leta 1850 so v Metliki ustanovili mestno godbo, leta 1865 pa narodno čitalnico. Leta 1869 je bila na pobudo tedanjega metliškega graščaka Jožefa Savinška v Metliki ustanovljena prva požarna bramba na Slovenskem. Meščani so ustanovili tudi Prvo dolenjsko hranilnico in posojilnico. Malo pred koncem stoletja je bila v Metliki zgrajena stavba osnovne šole.
Zaradi nazadovanja gospodarstva koncem 19. in v začetku 20. stoletja se je pričelo izseljevanje, večinoma obubožanih kmetov, predvsem v Ameriko. Leta 1906 je bilo ustanovljeno delavsko izobraževalno društvo Danica, leto pozneje pa Belokranjski Sokol, v katerega so se vključili predvsem izobraženci in napredni meščani. Leta 1907 je bil ustanovljen Godbeni klub, ki je imel kvaliteten godalni orkester.
Po prvi svetovni vojni je Metlika gospodarsko in kulturno dobro napredovala. Uredili so električno napeljavo in vodovod, čez Kolpo je bil zgrajen nov železni cestni most. V Metliki je bilo ustanovljeno »Tujskoprometno in olepševalno društvo«, ki je skrbelo za turizem in lepši videz mesta. Leta 1931 je postala Metlika središče lastnega okraja, ki pa je bil po petih letih ukinjen. Tik pred drugo svetovno vojno je bil zgrajen sokolski dom, ki je pozneje postal pomembno kulturno središče.
Leta 1941 so Nemci napadli Jugoslavijo in okupirali tudi Metliko, kasneje pa so jo prepustili v upravo Italijanom. 8. septembra 1943 je Kraljevina Italija kapitulirala in Metlika je postala središče dokaj obsežnega partizanskega osvobojenega ozemlja, ki ga je nato sovražnik poskušal kar nekajkrat zasesti. Najhujši boji za mesto so leta 1944 potekali med 10. in 16. julijem. Sovražnik 16. julija vdrl v Metliko, požgal 33 hiš in vsa gospodarska poslopja v okolici. Metlika je bila dokončno osvobojena 9. maja 1945.

## Promet
Po letu 1588 je Metlika postala pomembno prometno vozlišče, s cestami, ki potekajo proti Novemu mestu, Črnomlju in Karlovcu. Leta 1914 je bila do Metlike zgrajena železnica, ki se na hrvaški strani nadaljuje do Karlovca.
V bližini, na Kolpi, je bil do vstopa Hrvaške 1. januarja 2023 v skupno schengensko območje, ko je bila mejna kontrola po 32. letih ukinjena, tudi mejni prehod Metlika.

## Gospodarstvo
Po drugi svetovni vojni je Metlika doživela velik napredek – razvila se je predvsem industrija. Tako je dobila Metlika naslednje tovarne: Beti, Novoteks, Komet, Novoles, dobi novo železniško postajo, moderno vinsko klet in postane vinarsko središče Bele krajine, zgrajena je bila nova šola, športna dvorana, preurejen je bil kulturni dom. Zgrajen je bil nov gasilski dom, poslovni center in avtobusna postaja. V Metliki delujejo naslednje kulturne inštitucije: Belokranjski muzej, Slovenski gasilski muzej in Ljudska knjižnica Metlika. Leta 1962 je bila v tekmovanju za najlepše slovensko mesto šesta.

## Znamenitosti

### Galerija Kambič
Zbirko nacionalnega pomena sestavljajo kulturnozgodovinski predmeti in likovna dela različnih slovenskih umetnikov – od generacije realistov in impresionistov do zdaj živečih ustvarjalcev.

### Belokranjski muzej Metlika
Stalna razstava Belokranjskega muzeja v metliškem gradu ima naslov Življenje ljudi v Beli krajini od prazgodovine do sredine 20. stoletja.

### Mestni trg
Na Mestnem trgu so rojstna hiša kiparja Alojza Gangla (1859–1935) in književnika Engelberta Gangla (1873–1950), nekoč delujoča Wachova lekarna (1886), v katero je vzidan relief Svete Trojice, ki je zaščitnica lekarniške dejavnosti in prva Narodna čitalnica na Dolenjskem (1865).

### Cerkev sv. Nikolaja
Cerkev sv. Nikolaja se omenja že leta 1334. Ker je zaradi turškega vpada leta 1578 zgorela, so zgradili novo, vendar je tudi ta leta 1705 zgorela, skupaj s celotnim mestom, župniščem in arhivom. Na razvalinah so zgradili novo cerkev v baročnem slogu, ki so jo posvetili leta 1759. Veliki baročni oltar in dva stranska oltarja sta delo neznanega dolenjsko-posavskega mojstra. Manjša stranska oltarja je naredil domači podobar Jernej Jereb. Na banjastem stropu so freske, ki jih je poslikal italijanski mojster Domenico Fabris. Friderik Baraga, ki je bil v Metliki kaplan, je pri Josipu Egartnerju naročil križev pot, ga plačal in lastnoročno obesil.

### Grad Metlika
Metliški grad stoji v starem delu Metlike in je bil v pisnih virih prvič omenjen leta 1456. Danes pa je v njem urejen Belokranjski muzej.

## Prireditve

### Vinska vigred
Vinska vigred je metliška tradicionalna turistično - gostinska prireditev. Čez dan poteka kulturni program z različnimi nastopajočimi folklornimi in tamburaškimi skupinami, pevskimi zbori, etno skupinami, godbo na pihala, otroškim in športnim programom... Osrednji dogodek na večerni otvoritvi je izbor in kronanje kraljice metliške črnine. Obiskovalci si, poleg degustacije vin lahko ogledajo razstavo potic ter obiščejo delavnice peke belokranjskih pogač, tudi razstavo domače obrti. V večernih in nočnih urah se na treh trgih zvrstijo različni glasbeniki zabavne, pop in rock glasbe, ki poskrbijo za zabavo obiskovalcev. V nedeljo je na prireditvi predvsem družinski dan, ko so številne aktivnosti in delavnice prilagojene otrokom, družinam in seveda tudi vsem ostalim, ki lahko obiščejo številne stojnice. V okviru prireditve potekajo tudi ocenjevanje vin Zveze društev vinogradnikov in vinarjev Slovenije, ter različna strokovna predavanja in izobraževanja s področja vinogradništva, kletarstva in vinarstva.

### Pridi zvečer na grad
Poletne mednarodne prireditve s tem naslovom na metliškem gradu organizirajo od leta 1993 (do leta 2012 4000 nastopajočih in 80.000 obiskovalcev), ki so namenjene vsem starostnim skupinam in se večinoma odvijajo na grajskem dvorišču. Sklop prireditev predstavlja kvaliteten program z domačimi in tujimi izvajalci. Prireditve obsegajo tako dramske igre, koncerte, monokomedije, intervjuje, poezijo in drugo.

### MetliškiVuzem
Vsak velikonočni ponedeljek folklorno društvo Ivan Navratil popoldne na trgu pod gradom izvede predstavitev belokranjskih plesov, poimenovanih Metliško obredje. V belokranjske narodne noše oblečeni pari pojejo in plešejo znane belokranjske ljudske plese, tudi Belokranjsko kolo, Ali je kaj trden must in Rešetca. Izvajajo še fantovske petelinje boje in postavijo t. i. »stolp«, ki je sestavni del belokranjskih plesov. Pri prireditvi sodelujejo številni meščani.

## Pobratena mesta
- Ronchi dei Legionari, Italija, 1968
- Wagna, Avstrija, 2008
- Godollo, Madžarska, 2008